# Genevieve O’Reilly

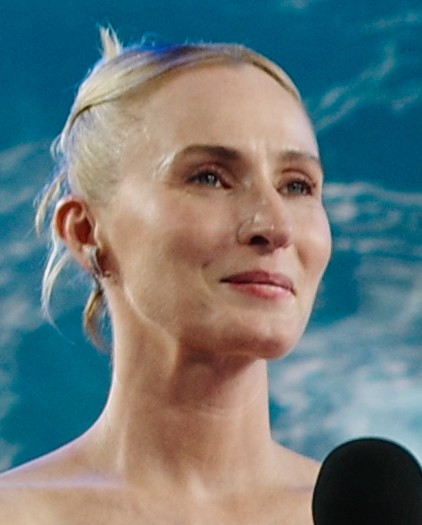
Genevieve O’Reilly (2025)

Genevieve O’Reilly (* 6. Januar 1977 in Dublin, Irland) ist eine irisch-australische Schauspielerin.

## Leben
Genevieve O’Reilly wurde in Dublin geboren, wuchs jedoch in Adelaide, Australien, auf. Sie ist die Älteste von vier Geschwistern. Im Alter von 20 Jahren zog sie nach Sydney und besuchte dort das National Institute of Dramatic Art, wo sie im Jahr 2000 ihre Abschlussprüfung ablegte.
Bereits eine Woche danach bekam sie stellvertretend eine Rolle in der Theaterproduktion The White Devil. Daraufhin trat sie der Sydney Theatre Company bei und wurde aktive Theaterdarstellerin. Es folgten Auftritte am Gate Theatre in Dublin und am Old Vic Theatre in London.
Als Filmschauspielerin war O’Reilly anfangs in mehreren australischen Filmproduktionen zu sehen und auch in einigen Blockbustern wie Matrix Reloaded und Matrix Revolutions als Officer Wirtz und in Star Wars: Episode III – Die Rache der Sith als junge Mon Mothma. 2009 spielte sie in Victoria, die junge Königin zudem die Rolle der Lady Flora Hastings.
2005 zog sie mit ihrem Mann nach London und begann von da an verstärkt in britischen Produktionen mitzuwirken. Aufgrund ihrer Ähnlichkeit mit Prinzessin Diana spielte sie diese Rolle gleich zweimal, zunächst 2006 in der BBC-Serie Die Schattenmacht – The State Within, im folgenden Jahr dann im Dokudrama Diana – Die letzten 24 Stunden. 2009 folgte die Rolle der CIA-Agentin Sarah Caulfield in Spooks – Im Visier des MI5.
In Rogue One: A Star Wars Story (2016), sowie den Star-Wars-Fernsehserien Andor (2022–2025) und Ahsoka (seit 2023) spielt sie die Rolle der Mon Mothma, nachdem sie diese 2005 bereits in Star Wars: Episode III – Die Rache der Sith übernommen hatte; ihre Szenen jedoch aus dem fertigen Film herausgeschnitten wurden.

## Filmografie (Auswahl)
- 2001: Beastmaster – Herr der Wildnis (BeastMaster, Fernsehserie, Folge 3x07 Die Hochzeit)
- 2002: Young Lions (Fernsehserie, Folge Asylum Seekers)
- 2002–2005: All Saints (Fernsehserie, 15 Folgen)
- 2003: Matrix Reloaded (The Matrix Reloaded)
- 2003: Matrix Revolutions (The Matrix Revolutions)
- 2004: Right Here Right Now
- 2004: Cyber Wars
- 2005: Star Wars: Episode III – Die Rache der Sith (Star Wars: Episode III – Revenge of the Sith)
- 2005: Mary Bryant – Flucht aus der Hölle (Mary Bryant, Fernsehzweiteiler)
- 2005: Life (Fernsehfilm)
- 2005: Second Chance (Fernsehfilm)
- 2006: Die Schattenmacht – The State Within (The State Within, Fernsehserie, 6 Folgen)
- 2007: The Time of Your Life (Fernsehserie, 6 Folgen)
- 2007: Diana – Die letzten 24 Stunden (Diana: Last Days of a Princess)
- 2009: Victoria, die junge Königin (The Young Victoria)
- 2009: Spooks – Im Visier des MI5 (Spooks, Fernsehserie, 7 Folgen)
- 2009: Die Triffids – Pflanzen des Schreckens (The Day of the Triffids, Fernsehzweiteiler, 1 Folge)
- 2010: Forget Me Not
- 2010: New Tricks – Die Krimispezialisten (New Tricks, Fernsehserie, Folge 7x10 The Fourth Man)
- 2010: Law & Order: UK (Fernsehserie, Folge Leichen im Keller)
- 2011: Waking the Dead – Im Auftrag der Toten (Waking the Dead, Fernsehserie, 2 Folgen)
- 2011–2014: Episodes (Fernsehserie, 14 Folgen)
- 2012: Inspector Barnaby (Midsomer Murders, Fernsehserie, Staffel 14, Folge 14x08 Die Vögel (A Rare Bird))
- 2012: The Last Weekend (Fernsehserie, 3 Folgen)
- 2013: Crossing Lines (Fernsehserie, Folgen 1x01–1x02)
- 2014: The Honourable Woman (Miniserie, 6 Folgen)
- 2015: Survivor
- 2015–2017: Glitch (Fernsehserie, 12 Folgen)
- 2016: The Fall – Tod in Belfast (The Fall, Fernsehserie, Folge 3x02 His Troubled Thoughts)
- 2016: Rogue One: A Star Wars Story
- 2017: Schneemann (The Snowman)
- 2017: Star Wars Rebels (Fernsehserie, 5 Folgen, Stimme von Mon Mothma)
- 2017–2020: Tin Star (Fernsehserie, 25 Folgen)
- 2019: Wenn du König wärst (The Kid Who Would Be King)
- 2019: Tolkien
- 2020: The Dry – Lügen der Vergangenheit (The Dry)
- 2021: Three Families (Fernsehfilm)
- 2022–2025: Andor (Fernsehserie, 17 Folgen)
- 2023: Ahsoka (Fernsehserie, 3 Folgen)
- 2024: Going (Kurzfilm)